# Wanda Osiris
Wanda Osiris (née Anna Menzio à Rome le 3 juin 1905 et morte à Milan le 11 novembre 1994) est une actrice, soubrette et chanteuse de revue italienne.

## Biographie
Anna Menzio est née à Rome le 3 juin 1905. Fille d'un palefrenier du roi d'Italie, elle a étudié le violon et a fait ses débuts en scène en 1923, dans la revue Osvaldo mio mi fai morire. Elle est diva de la revue italienne entre les années 1930 et 1950, jusqu'à ce qu'un nouveau type de soubrette, plus comique et dévêtue apparaisse. Elle prend sa retraite en 1975 et meurt à Milan le 11 novembre 1994 d'une crise cardiaque à l'âge de 89 ans.

## Filmographie partielle
- 1973 : Poussière d'étoiles (Polvere di stelle) d'Alberto Sordi